# Avenida Gomes Pereira
38.74781° N 9.19769° O
A Avenida Gomes Pereira homenageia Guilherme Augusto Gomes Pereira, major da arma de Infantaria. Participou nas campanhas de África que culminaram em 1895, com o combate de Chaimite e a prisão de Gungunhana.